# 小林恵美子
小林 恵美子（こばやし えみこ、1960年2月24日 - ）は、主に1970年代末〜1980年代前半に活動していた日本の元タレント。埼玉県浦和市（現・さいたま市）出身。かつて研音に所属していた。

## 来歴・人物
浦和の実家は喫茶店を経営。東京成徳短期大学附属高等学校卒業。同じ高校の同級生に大場久美子、栗田ひろみらがいた。
松竹歌劇団に在籍していたことのある母親の影響でタレントを志し、また歌手を目指してレッスンを積む。フジテレビのオーディション番組『君こそスターだ!』では本選に出場するも、優勝ならず涙を呑む。その後電気製品などのCMに出演するなどモデルなどで活動。
その後、高校生時代に番組観覧に行った先のフジテレビでディレクターに声をかけられ、これがきっかけで芸能界に本格デビュー。最初は芸名を「小林 恵美」として活動していたが、後に小林 恵美子に改めている。その後フジテレビの音楽バラエティ番組『花の金曜ゴールデンスタジオ』のアシスタントを務めてレギュラー出演する。
1981年1月からニッポン放送制作のラジオ番組『ザ・パンチ・パンチ・パンチ』に8代目パンチガール（パーソナリティ）として林紀恵、谷山衣枝と共に登板、同番組が終了する1982年12月まで出演する。この3人の中では当人が一番年上であったことから、「一番のお姉さん格」でまとめ役と紹介され、「豪快な笑いは貫録十分」とも評されていた。また1981年3月に「今年の夏、CBSソニーから歌手デビュー予定」と報じられていたことがあったが、実際にレコードデビューしたかどうかは不明。
芸能界で活動していた当時はマルチタレントが目標と語っていたことがあった。
『ザ・パンチ・パンチ・パンチ』終了後の1983年以降の活動状況については不明。
当時公表していたサイズは、身長160cm、B82cm、W59cm、H86cm。
趣味は手芸、ジャズダンス、映画鑑賞。特技は書道（三段）、体操競技（中学生時代の部活が体操部だった）、水泳、ローラースケート（1979年及び1982年当時公表していたプロフィールによる）。
なお当人が芸能活動していた当時、全く同姓同名の女優の小林恵美子（1949年生まれ）も活動していたが、別人である。

## 出演

### ラジオ
- ザ・パンチ・パンチ・パンチ（ニッポン放送）- 8代目パンチガールとして、林紀恵、谷山衣枝と共に1981年1月～1982年12月まで出演。

### テレビ
- スーパージャンボクイズ'80（1980年5月13日、フジテレビ　火曜ワイドスペシャル）
- 花の金曜ゴールデンスタジオ（1980年、フジテレビ） - アシスタント[2]
- クイズ・ドレミファドン!（フジテレビ）[9]
- 町ぐるみ歌合戦（東京12チャンネル、毎週日曜日AM10:30（1981年当時））[9]